# عباس برفي (بيش كوه زلاغي)
عباس برفي (بالفارسية: عباس برفی) هي منطقة سكنية تقع في إيران في قسم بیش کوه زلاغي الریفي. يقدر عدد سكانها بـ 128 نسمة بحسب إحصاء 2016.